# Susan Wojcicki
Susan Diane Wojcicki (/woʊˈdʒɪski/ woh-JIS-kee; 5 tháng 7 năm 1968 – 9 tháng 8 năm 2024) là một giám đốc công nghệ người Mỹ. Bà là giám đốc điều hành (CEO) của YouTube từ tháng 2 năm 2014. Bà đến từ Los Altos, California, và có giá trị tài sản 500 triệu đô la Mỹ.

## Tiểu sử và học vấn
Wojcicki là con gái của Esther Wojcicki, một nhà giáo dục học người Nga gốc Do Thái, và Stanley Wojcicki, giáo sư vật lý người Mỹ gốc Ba Lan tại Đại học Stanford. Bà có hai chị em: Janet Wojcicki (Tiến sĩ, nhà nhân chủng học và là một nhà nghiên cứu bệnh dịch và Anne Wojcicki, người sáng lập của 23andMe. Bà sống ở khu kí túc trường Stanford cùng với George Dantzig. Bà tham gia Gunn High School ở Palo Alto, California, và viết cho tờ báo của trường
Công việc kinh doanh đầu tiên của Wojcicki là kinh doanh chuỗi vận chuyển gia vị đến tận từng nhà năm Wojcicki 11 tuổi. Khi học ngành nhân văn ở trường đại học, bà đã lần đầu tiên áp dụng khoa học máy tính trên lớp học với tư cách là sinh viên năm cuối.
Wojcicki theo học lịch sử và văn học tại Đại học Harvard và tốt nghiệp vào năm 1990. Bà dự định sẽ theo học tiến sĩ ngành kinh tế và theo đuổi nghề nghiệp theo đúng chuyên ngành của mình nhưng lại quyết định chuyển hướng khi bà phát hiện rằng mình thực sự yêu thích công nghệ.
Bà cũng nhận được bằng Thạc sĩ chuyên ngành Khoa học và Kinh tế từ  Đại học California, Santa Cruz vào năm 1993 và bằng thạc sĩ Quản trị kinh doanh (Master of Business Administration) từ UCLA Anderson School of Management vào năm 1998.

## Sự nghiệp
Vào tháng 9 năm 1998, trong tháng mà Google được thành lập, những người sáng lập Larry Page và Sergey Brin đã dùng nhà để xe của Wojcicki ở Menlo Park để mở văn phòng. Trước khi trở thành giám đốc tiếp thị đầu tiên của Google vào năm 1999, Wojcicki đã làm tiếp thị cho Intel tại Santa Clara, California, và đã từng là quản lý và là chuyên viên tư vấn tại Bain & Company và R.B. Webber & Company. Ở Google, bà làm việc ở dự án tiếp thị lan rộng đầu tiên, Google Doodles. Wojcicki cũng tham gia phát triển và đóng góp thành công cho Google như Google Images và Google Books.
Wojcicki thành công ở Google khi trở thành phó chủ tịch cấp cao của Quảng cáo và Thương mại và dẫn dắt các sản phẩm quảng cáo và phân tích, bao gồm AdWords, AdSense, DoubleClick, và Google Analytics.
YouTube, một dự án khởi nghiệp nhỏ, đã rất thành công trong việc cạnh tranh với dịch vụ cung cấp video của Google, được giám sát bởi Wojcicki. Bà ấy đã đưa ra đề xuất là mua lại YouTube.
Bà đảm nhiệm hai thương vụ mua bán lớn của Google - 1.65 tỷ đô la Mỹ mua lại YouTube vào năm 2006 và 3.1 tỷ đô la Mỹ mua lại DoubleClick năm 2007.

### Giám đốc điều hành của YouTube
Vào tháng 2 năm 2014 bà trở thành Giám đốc điều hành của YouTube.
Wojcicki được gọi là "Người quan trọng nhất trong lĩnh vực quảng cáo", được nêu tên trong top 100 người có ảnh hưởng lớn nhất năm 2015 của tạp chí Time và được nhắc đến trong một số báo sau đó của tạp chí là "Người phụ nữ quyền lực nhất trên Internet".
Trong khoảng thời gian Wojcicki là giám đốc điều hành của YouTube, công ty đã chạm mốc 1.9 tỷ người dùng đăng nhập trong vòng một tháng và những người sử dụng đã xem một tỷ giờ mỗi ngày. Kể từ khi đảm nhiệm chức vụ giám đốc điều hành, tỷ lệ nhân viên là nữ của Youtube đã tăng từ 24% đến gần 30%.